# سارة جودريدج
سارة جودريدج (بالإنجليزية: Sarah Goodridge)‏ وتُعرف أيضًا باسمِ سارة جودريتش (5 شباط/فبراير 1788 - 28 كانون الأول/ديسمبر 1853) كانت رسّامة أمريكيًة متخصصًة في رسمِ اللوحات الشخصية وهيَ الأخت الكبرى لإليزابيث جودريدج التي كانت تعملُ أيضًا كرسّامة.

## السيرة الذاتيّة
وُلدت جودريدج في تيمبلتون بماساتشوستس وهيَ الطفل السادس والابنة الثالثة لإبنزر جودريدج وزوجته بولاه تشايلدز. في سنٍّ مبكرة؛ بدأت سارة الرسم وبسببِ الفرص التعليمية المحدودة للنساء في تلكَ الفترة ظلّت جودريدج تتعلم فنونَ الرسم بنفسها وعملت على التطوير من مهاراتها بشكلٍ ذاتي. التحقت سارة جودريدج بالمدرسة المحلية في مقرّ سكنها؛ وكانت تعملُ على رسمِ الأشخاص من حولها كهواية. بقيت سارة مع شقيقها وليام م. غودريتش لبضعة أشهر في ميلتون وحضرت مدرسة داخلية هناك؛ كما حصلت على بعض الدروس في الرسم في بوسطن حينَ رافقت شقيقها. في بوسطن؛ قابلت سارة جودريدج الرسام غلبرت ستيوارت الذي اهتمّ بعملها.
بحلول عام 1820؛ ذهبت سارة للعيش مع شقيقتها إليزا في بوسطن،  وبدأت هناك بتلقي الدروس ورسم صور مصغرة ذات جودة عاليّة. استمرّ عملها في التحسن وصارت الرسم بمثابة مهنةٍ لها حيثُ حصلت على ما يكفي من العمولات لدعم نفسها وعائلتها لعدة عقود قبل أن تتخصّص أخيرًا في رسمِ البورتريهات على العاج. عرضت سارة لوحاتها في بوسطن وواشنطن العاصمة لكنها تقاعدت عام 1851 بعدما عانت من مشاكل على مستوى البصر مما اضطرها للاستقرار في ريدينج بماساتشوستس.
من بين أعمال جودريدج الأكثر إثارة للاهتمام؛ هناك صورة مُصغّرة لثديينِ بعنوان كشف الجمال وَالموجودة الآن – أي اللوحة – في متحف المتروبوليتان للفنون في نيويورك. رُسمت اللوحة عام 1828
وقُدمت من قِبل جودريدج إلى صديقها المقرب دانييل ويبستر.